# Close Up the Honky Tonks
Close Up the Honky Tonks es un álbum recopilatorio doble de la banda The Flying Burrito Brothers. Fue publicado en junio de 1974 a través de A&M Records.

## Lista de canciones
| Lado uno |                    |                             |                                |          |  |
| N.º      | Título             | Escritor(es)                | Lanzamiento original           | Duración |  |
| 1.       | «Hot Burrito #2»   | Chris Ethridge Gram Parsons | The Gilded Palace of Sin, 1969 | 3:15     |  |
| 2.       | «Do Right Woman»   | Chips Moman Dan Penn        | The Gilded Palace of Sin, 1969 | 3:56     |  |
| 3.       | «Wheels»           | Chris Hillman Parsons       | The Gilded Palace of Sin, 1969 | 3:02     |  |
| 4.       | «Sin City»         | Parsons Hillman             | The Gilded Palace of Sin, 1969 | 4:10     |  |
| 5.       | «Christine's Tune» | Parsons Hillman             | The Gilded Palace of Sin, 1969 | 3:02     |  |
| 6.       | «Hot Burrito #1»   | Ethridge Parsons            | The Gilded Palace of Sin, 1969 | 3:37     |  |

| Lado dos |                      |                            |                        |          |  |
| N.º      | Título               | Escritor(es)               | Lanzamiento original   | Duración |  |
| 1.       | «God's Own Singer»   | Bernie Leadon              | Burrito Deluxe, 1970   | 2:04     |  |
| 2.       | «If You Gotta Go»    | Bob Dylan                  | Burrito Deluxe, 1970   | 1:47     |  |
| 3.       | «High Fashion Queen» | Parsons Hillman            | Burrito Deluxe, 1970   | 2:05     |  |
| 4.       | «Cody, Cody»         | Parsons Hillman            | Burrito Deluxe, 1970   | 2:43     |  |
| 5.       | «Wild Horses»        | Mick Jagger Keith Richards | Burrito Deluxe, 1970   | 6:20     |  |
| 6.       | «The Train Song»     | Hillman Parsons            | Non-album single, 1969 | 3:04     |  |

| Lado tres |                            |                                    |                         |          |  |
| N.º       | Título                     | Escritor(es)                       | Lanzamiento original    | Duración |  |
| 1.        | «Close Up the Honky-Tonks» | Red Simpson                        | Honky Tonk Heaven, 1973 | 2:16     |  |
| 2.        | «Sing Me Back Home»        | Merle Haggard                      | Honky Tonk Heaven, 1973 | 2:49     |  |
| 3.        | «Bony Moronie»             | Larry Williams                     | Honky Tonk Heaven, 1973 | 2:55     |  |
| 4.        | «To Love Somebody»         | Barry Gibb Robin Gibb Maurice Gibb | Honky Tonk Heaven, 1973 | 3:18     |  |
| 5.        | «Break My Mind»            | John D. Loudermilk                 | Honky Tonk Heaven, 1973 | 2:20     |  |

| Lado cuatro |                        |                                |                       |          |  |
| N.º         | Título                 | Escritor(es)                   | Lanzamiento original  | Duración |  |
| 1.          | «Beat the Heat»        | Peter Kleinow                  | previously unreleased | 1:29     |  |
| 2.          | «Did You See»          | Rick Roberts Hillman           | previously unreleased | 3:04     |  |
| 3.          | «Here Tonight»         | Gene Clark                     | previously unreleased | 3:37     |  |
| 4.          | «Money Honey»          | Jesse Stone                    | previously unreleased | 3:24     |  |
| 5.          | «Roll Over Beethoven»  | Chuck Berry                    | previously unreleased | 2:21     |  |
| 6.          | «Wake Up Little Susie» | Boudleaux Bryant Felice Bryant | previously unreleased | 3:28     |  |

## Posicionamiento
| Gráfica (1974)                             | Pico de posición |
| ------------------------------------------ | ---------------- |
| Estados Unidos (Billboard Top LP's & Tape) | 158              |
| Estados Unidos (Record World Album Chart)  | 196              |